# 阿里云搜索
阿里云搜索是阿里巴巴集团旗下的搜索引擎，于2013年2月18日在中国大陆地区正式上线。
它提供並非全網搜索的服務，而是根據使用客戶自定義的大數據，建構出的自己的獨立資料檢索系統。
阿里云搜索提供四项搜索服务，分别是网页、资讯、图片与地图。其中资讯服务仅供搜索，尚未有类似于其它搜索引擎的新闻自动聚合功能。地图服务基于高德地图的数据，提供了测距、打印、标注、截图与全屏功能，但暂时没有卫星图像。
根据Alexa的数据，该网站在中国大陆排名第386位，全球排名第3,110位。在所有進入阿里云网站的用户中，有7.14%進入阿里云搜索。
阿里云搜索现已关闭。

## 外部連結
- 阿里云资讯搜索
- 阿里云地图